# Lista de Estados predecessores na América do Norte
Esta é uma lista de entidades políticas com nível de autonomia ou soberania que antecederam, em dado período histórico, os Estados soberanos presentemente localizados na América do Norte. Não há um consenso sobre a exatidão da divisão sub-regional da América, sendo que costuma-se entender a América do Norte como sendo porção do continente ocupada atualmente por 23 nações soberanas localizadas a norte do Istmo do Panamá. Entretanto, a convenção geográfica contemporânea também considera a América Central como um subcontinente próprio ou uma sub-região da própria América do Norte. Considerando os escopos sociais e culturais destas nações, esta lista engloba apenas os Estados predecessores dos países da América do Norte e não contempla as nações do Caribe e da América Central.
A América do Norte foi colonizada principalmente pela Inglaterra (posteriormente, a Grã-Bretanha), Espanha e França, com estas potências coloniais disputando territórios e controle de rotas de comércio e navegação no interior do continente na Costa Atlântica. A região possui até os dias atuais uma série de características econômicas e culturais resultantes do processo colonial por estas nações. Entretanto, ao contrário de outras sub-regiões do continente americano, cada país da América do Norte experimentou diferentes períodos de processo de emancipação com relação a Europa. Os Estados Unidos, que tiveram como embrião político as Treze Colônias, conquistaram sua soberania na década de 1780 enquanto o México tornou-se independente no século XIX em meio a um processo ligado às guerras de independência na América espanhola. Por sua vez, o Canadá segue como uma nação soberana e independente mas que reconhece o Soberano britânico como seu monarca.

## Estados predecessores
| Estado soberano | Sucessão de estados        | Sucessão de estados     | Sucessão de estados     | Sucessão de estados           | Sucessão de estados |
| Estado soberano | Estado predecessor         | Período                 | Período                 | Primeiro governante           |                     |
| --------------- | -------------------------- | ----------------------- | ----------------------- | ----------------------------- | ------------------- |
| Canadá          | Nova França                | 24 de julho de 1534     | 7 de outubro de 1763    | Rei Francisco I               |                     |
| Canadá          | Província do Québec        | 7 de outubro de 1763    | 26 de dezembro de 1791  | Rei Jorge III                 |                     |
| Canadá          | Canadá Superior            | 26 de dezembro de 1791  | 10 de fevereiro de 1841 | Rei Jorge III                 |                     |
| Canadá          | Canadá Inferior            | 26 de dezembro de 1791  | 10 de fevereiro de 1841 | Rei Jorge III                 |                     |
| Canadá          | Província do Canadá        | 10 de fevereiro de 1841 | 1 de julho de 1867      | Rainha Vitória                |                     |
| Estados Unidos  | Colônia da Flórida         | 8 de setembro de 1565   | 10 de fevereiro de 1763 | Rei Filipe II                 |                     |
| Estados Unidos  | Treze Colônias             | 14 de maio de 1607      | 3 de setembro de 1783   | Rei Jaime I                   |                     |
| Estados Unidos  | Colônia da Luisiana        | 9 de abril de 1682      | 23 de novembro de 1762  | Rei Luís XIV                  |                     |
| Estados Unidos  | Província da Luisiana      | 23 de novembro de 1762  | 21 de março de 1801     | Rei Carlos III                |                     |
| Estados Unidos  | Reino do Havaí             | 1 de abril de 1810      | 24 de janeiro de 1895   | Kamehameha I                  |                     |
| Estados Unidos  | República do Texas         | 2 de março de 1836      | 19 de fevereiro de 1846 | Presidente David G. Burnet    |                     |
| Estados Unidos  | República da Califórnia    | 14 de junho de 1846     | 9 de julho de 1846      | Comandante William B. Ide     |                     |
| México          | Império Asteca             | 1428                    | 13 de agosto de 1521    | Huēyi tlahtoāni Itzcóatl      |                     |
| México          | Vice-reino da Nova Espanha | 13 de agosto de 1521    | 28 de setembro de 1821  | Rei Carlos I                  |                     |
| México          | Império Mexicano           | 28 de setembro de 1821  | 19 de março de 1823     | Imperador Agustín I           |                     |
| México          | México                     | 19 de março de 1823     | 10 de outubro de 1824   | Nicolás Bravo                 |                     |
| México          | Estados Unidos Mexicanos   | 10 de outubro de 1824   | 23 de outubro de 1835   | Presidente Guadalupe Victoria |                     |
| México          | República Mexicana         | 23 de outubro de 1835   | 22 de agosto de 1846    | Presidente Miguel Barragán    |                     |
| México          | Estados Unidos Mexicanos   | 22 de agosto de 1846    | 10 de julho de 1863     | Presidente Mariano Salas      |                     |
| México          | Império Mexicano           | 10 de julho de 1863     | 19 de junho de 1867     | Imperador Maximiliano I       |                     |